# Stefan (Nieszczeret)
Stefan, białorus. Стэфан – Stefan; ros. Стефан – Stiefan, imię świeckie: białorus. Анатолій Уладзіміравіч Нешчарэт – Anatolij Uładzimirawicz Nieszczaret; ukr. Анатолій Володимирович Нещерет  – Anatolij Wołodymyrowycz Neszczeret; ros. Анатолий Владимирович Нещерет  – Anatolij Władimirowicz Nieszczeriet (ur. 3 stycznia 1966 w Wertijewce) – biskup Egzarchatu Białoruskiego.

## Życiorys
Urodził się w rodzinie chłopskiej. Po ukończeniu szkoły średniej mieszkał w Czernihowie, gdzie był hipodiakonem biskupa czernihowskiego i nieżyńskiego Antoniego. Następnie odbywał zasadniczą służbę wojskową. Po jej zakończeniu w 1985 wstąpił do moskiewskiego seminarium duchownego, które ukończył trzy lata później. W czasie nauki, w 1987, złożył w ławrze Troicko-Siergijewskiej wieczyste śluby zakonne przed jego inspektorem, archimandrytą Benedyktem. 14 stycznia tego samego roku arcybiskup dmitrowski Aleksander wyświęcił go na hierodiakona, zaś 3 czerwca – na hieromnicha.
Od 1987 do 1988 hieromnich Stefan służył w cerkwi św. Mikołaja w Rabotynie. Następnie do maja 1990 przebywał w ławrze Peczerskiej, natomiast do września tego roku spełniał obowiązki proboszcza parafii św. Mikołaja w Swaczyjewce. 1 listopada tego roku został przeniesiony z eparchii czernihowskiej do eparchii homelskiej i żłobińskiej i objął obowiązki proboszcza parafii Opieki Matki Bożej w Kormie.
13 stycznia 1994 otrzymał godność igumena, zaś 14 października 1997 – archimandryty. Od 22 grudnia 1998 był dziekanem dekanatu dobrusko-kormiańskiego. Z jego inicjatywy przy cerkwi w Kormie powstał żeński monaster św. Jana Kormiańskiego. Duchowny jest również autorem akatystu do św. Jana Kormiańskiego i do św. Laurentego Czernihowskiego. W 2002 ukończył studia teologiczne w Kijowskiej Akademii Duchownej.
30 stycznia 2005 został wyświęcony na biskupa turowskiego i mozyrskiego. W 2012 Święty Synod Rosyjskiego Kościoła Prawosławnego przeniósł go na katedrę homelską i żłobińską.
1 lutego 2018 r. został podniesiony do godności arcybiskupa.